# Poul Schiang
Poul Christian Schiang (23. maj 1904 i København – 24. maj 1981 i Sverige) var en dansk musiker og atlet medlem af Akademisk Idrætsforening i København.
Poul Schiang deltog i OL 1924 i Paris, hvor han blev slået ud i indledende heat på 100 meter. Han indgik også i det danske 4 x 100 meter hold, som blev slået ud i semifinalen.
Han vandt et dansk mesterskab på 100 meter.
Poul Schiang fik aldrig børn. - Men han var bror til Else Schiang, som fik sønnen Poul Henning, som senere lavede navneforandring til Schiang-Franck.

## Danske mesterskaber
- Guld 1924 100 meter 11,1

## Personlige rekorder
- 100 meter: 10,8 (1923)